# Kolossalordning

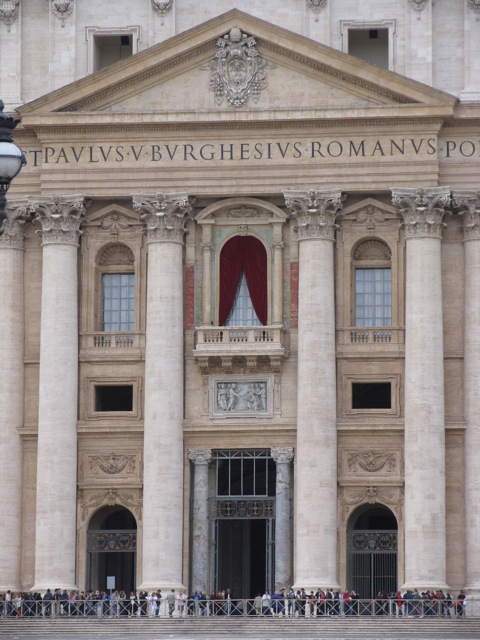
Ett exempel på kolossalordning: mittpartiet av Peterskyrkans fasad (fullbordat 1612 efter ritningar av Carlo Maderno).

Kolossalordning betecknar en klassisk kolonnordning av stora kolonner eller pilastrar, vilka sträcker sig över två eller flera våningar.